# Logisch leren lezen en spellen
Logisch Leren Lezen (LLL) is een methode voor het aanvankelijk lees-en spelonderwijs van de Nederlandse taal op de basisschool. De methode baseert zich op Methode De Haan. LLL werkt zonder een 'klankzuivere leerperiode' en verklaart geschreven taal door het geven van overzichtelijke basispatronen en taalregels die blijven gelden. LLL is de eerste methode waarvan alle lesmateriaal sinds september 2019 gratis digitaal beschikbaar is onder de Creative Commons 4.0 licentie met naamsvermelding.

## Aanleiding
De auteur van LLL is Renée Laqueur-van Gent (1951, Nederlandse, woonachtig te Schilde, België). De inspiratie voor haar manier om de coderingsregels van de geschreven Nederlandse taal uit te leggen, put uit de taal(remediërings)methode van drs. Willem J. de Haan, uit haar ervaring als vrijwillig lesgever NT1 en NT2 en uit de reacties van haar cliënten.
Sinds beginjaren '90 tot 2000 werkte zij in Vlaanderen met basisschoolleerlingen die grote problemen ondervonden met de taaldidactiek op hun scholen. In de periode 2003 tot 2019 begeleidde ze bij vzw Elcker-Ik te Antwerpen (thans De Peperfabriek) genoemd), nieuwkomers die ook in eigen moedertaal analfabeet zijn en publiceerde ze haar aanpak online in de creatieve commons, op de “zokanhetook.academy” website. In 2019 breidde ze deze gratis cursus uit met de officiële Logisch Leren Lezen website. In beide websites wordt de geschreven lesstof ook voorgelezen, zodat ook onvoldoende geletterden van de inhoud kunnen kennisnemen.

## De LLL methode
Onderwijs in alle schoolvakken goed kunnen volgen, begint met taalbeheersing: met woordenschat en kunnen lezen (decoderen) en schrijven (coderen/spellen).
Logisch Leren Lezen stelt voorop:
- Het verklaren, het inhoudelijk uitleggen aan ongeletterde jongeren en ouderen van ons taal(de)coderingssysteem behoort beperkt te zijn tot de feitelijke structuur ervan; onwaarheden (bijvoorbeeld 'de enkele klinker is een korte klank'), of dubbelzinnigheden (bijvoorbeeld 'naam van de letter' en 'klank van de letter' zijn synoniemen'), of iets moeten afleren (bijvoorbeeld een aangeleerd lijzig leestempo), horen daar niet bij.
- De daarbij gebruikte terminologie (metataal) behoort in alle leerstadia eenzelfde betekenis te hebben, eenduidig te zijn, opdat verworven kennis in al zijn stappen van uitbreiding consistent is: het later geleerde bouwt op het eerder geleerde voort, wat voor de leerling een waarlijk 'doorlopende leerlijn' schept.
- Het wetenschappelijk principe dat bekend is geworden als 'Ockhams scheermes', geldt ook voor het taalonderwijs.
- De standaarduitspraak, dus gesproken Algemeen Nederlands, sluit het beste aan bij de standaardschrijfwijze van Nederlandse woorden en vergemakkelijkt het leerproces.
- Goed basisonderwijs taal zou voor iedereen op het internet gratis beschikbaar en downloadbaar moeten zijn.

### Verschil met de reguliere methodes anno 2023
- Geen 'klankzuivere aanvangsperiode'. Een versimpelde voorstelling van zaken waarin de begrippen 'letter' (iets wat je ziet) en 'klank' (iets wat je hoort) synoniemen zijn, spoort niet met de werkelijkheid van onze geschreven taal. Het veroorzaakt in de fase van meerdelige/meerlettergrepige woorden hardnekkige lees- en schrijffouten en is voor de leerrijpe leerling overbodig.
- Altijd op normale spreeksnelheid. Het 'hakken en plakken' of 'zingend/zoemend lezen', is door de reguliere methodes aangeleerd gedrag, dat de leerling immers weer moet afleren, omdat deze 'spelling met klanken' niet vol te houden valt bij het verduidelijken van de spelling van de 'meerletterklinkers' (als bijvoorbeeld ei/ij, eu, au/auw, ieuw) en als de lesstof evolueert naar niet-klankzuivere woorden.

- Start met het volledige Nederlandse alfabet, met alle 26 lettertekens (lettervormen), want met die 26 elementen kunnen alle Nederlandse (en veel buitenlandse) woorden worden geschreven. De letters c, q, x, y zijn allang deel van de belevingswereld van de leerling.
- Start met alle ABC-/alfabetnamen van die letters, zodat je eenduidig kunt 'spellen'. Dit wil zeggen dat de leerling de letter kan benoemen die je achtereenvolgens ziet of voelt, wat de ontwikkeling van een 'vast woordbeeld' bij de leerling bevordert.
- De Y heet ypsilon of y-grec en níet ij, want de ij staat niet in het alfabet.
- Letternaam is níet hetzelfde als letterklank, want in het Nederlands kan eenzelfde letter verschillende klanken weergeven en een bepaalde klank kan met verschillende letter(combinatie)s worden gespeld. Bovendien is de leerrijpe leerling het ontwikkelingsstadium van dingen- aanduiden-met-hun-klank voorbij: de leerling zegt immers "Een hond!" en niet meer "Een waf-waf!".
- Verschaft ruimer inzicht over klinkers en medeklinkers, o.a. door te wijzen op de plaats van de medeklinker die al dan niet klankverandering van de klinker veroorzaakt: a, sa, as.
- Koppelt het begrip 'lange klinkerklank' aan de klinkers van het ABC, dus aan de enkele klinkers a, e, i, o, u, oftewel aan de volgens Standaard Nederlands uitgesproken klinkernaam.
- De klank van de enkele klinker is identiek aan die van de dubbele klinker (aa, oo, uu, ie, ee). Beide zijn identiek klinkende 'lange klanken'. De dubbele klinker is pas nodig om de lange klinkerklank aan te geven als in hetzelfde woorddeel/lettergreep één medeklinker of medeklinkers na de lange klinkerklank te zien of te horen zijn: a, sa, aas. Alleen de e en de i kennen daarnaast nog de dubbele klinker aan het eínd van een woorddeel/lettergreep: nee, nie.

- De ie is, gezien zijn geschiedenis, een dubbele klinker.

- De klinkerklank van de y is dezelfde lange klank is als die van de i. De medeklinkerklank van de y, zijn j-klank, komt bij het introduceren van de j aan de orde.

- De medeklinkerklank wordt genoemd als 'de klank van die letter', bijvoorbeeld 'de klank van de g'/'de g-klank' ("gee"), want spreken over de "duh" of de "guh" enz., in feite toevoeging van een klinkerklank, kan leiden tot lees- en schrijffouten: "ik gloof" in plaats van ik geloof, of paard wordt gelezen als "paarde".
- De enkele klinker is op zich nooit een 'korte klank', maar verandert in zijn korte klank (ah-, eh-, ih-, oh-, uh-klank) doordat er (minstens) één medeklinker na/achter de enkele klinker staat in hetzelfde woorddeel/lettergreep, bijvoorbeeld am, em, im, om, um. Uitgezonderd u + w, waarin de u zijn lange klank behoudt. Met de e geef je ook de 'uh-klank zonder klemtoon' aan als er (minstens) één medeklinker vóór de e staat, terwijl die e op het eind van het woorddeel/de lettergreep staat: e, me, em.
- Een korte klank is altijd (minstens) een combinatie van 2 letters, enkele klinker + medeklinker, of medeklinker + e, waardoor de zogenaamde 'verdubbelingsregel'/'dubbelzetter' vanzelfsprekend is, in plaats van 'raar maar waar': al + le = alle.
- Lange of korte klinkerklank heeft niets te maken met de tijd die het kost om die klinkerklank uit te spreken, maar met een subjectieve beleving. Dit betreft hoe een leerling de klankkleur zintuiglijk ervaart: bijvoorbeeld, 'o' wordt ervaren als hoog, 'oh' als laag, 'i' als blij, en 'ih' als verdrietig.
- Heldere notering van de lange en korte klinkerklank: a-klank vs. ah-klank, o-klank vs. oh-klank, u-klank vs. uh-klank, i-klank vs. ih-klank, waarbij de letter e 3 klanken heeft: e-klank (Eva), eh-klank (pet) en uh-klank (de, je, ze,...).
- Alle woorden zijn op taalregels gebaseerd. Termen als hoorwoord, regelwoord, onthoudwoord zijn overbodige metataal.
- Gelijktijdige behandeling van woorden die (vrijwel) dezelfde woordklank maar verschillende schrijfwijze en daarmee verschillende betekenis hebben: mij, mei; saai, zaai; vrede, wrede.
- De introductie van een medeklinker is altijd vervat in een basispatroon: een basisoverzicht van de mogelijke basiswoorddelen/basislettergrepen in een eendelig/eenlettergrepig woord met die medeklinker en alle enkele en dubbele klinkers.  Dit leert de leerling meteen in normaal tempo lezen, waarbij de betekenisvolle woorden uit het overzicht worden besproken, er zinnen mee worden gemaakt en genoteerd, en wordt onderzocht in welke andere woorden een patroononderdeel -zonder klankverandering- te horen is. Bijvoorbeeld: "m + am = mam, mam + ma = mamma, o + ma = oma."
- De leerling spelt herhaaldelijk en volgens het ABC de schrijfwijze van een basiswoorddeel, dan wel een woord, totdat die schrijfwijze geautomatiseerd is.

- Het lesboek/werkboek van de leerling is een eigenklasproduct, want leerling(en) en docent maken (samen) door toevoeging van al gekende medeklinkers en/of patronen nieuwe woorden, bespreken de betekenis, en maken daar zinnen rond, die genoteerd worden.
- De leerling creëert eigen illustraties.

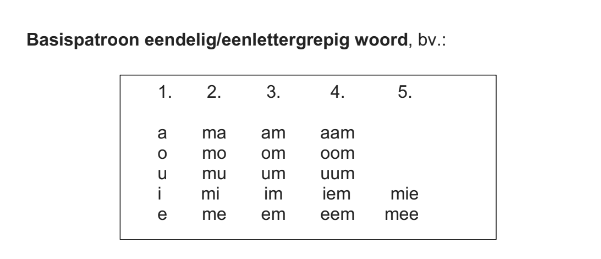
Het LLL basispatroon voor eendelige/eenlettergrepige woorden
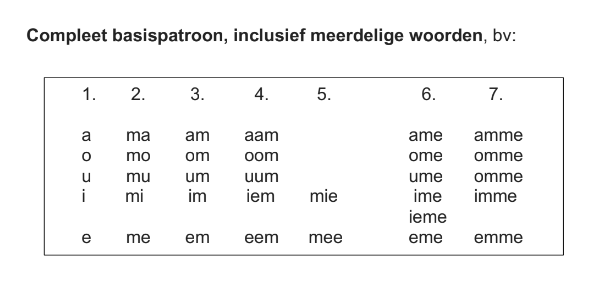
Het LLL compleet basispatroon, inclusief meerdelige woorden

## Het LLL Klinkeroverzicht
Het LLL Klinkeroverzicht is een compleet overzicht van enkele, dubbele en meerletterklinkers die alle als 'lange klank' gelden.

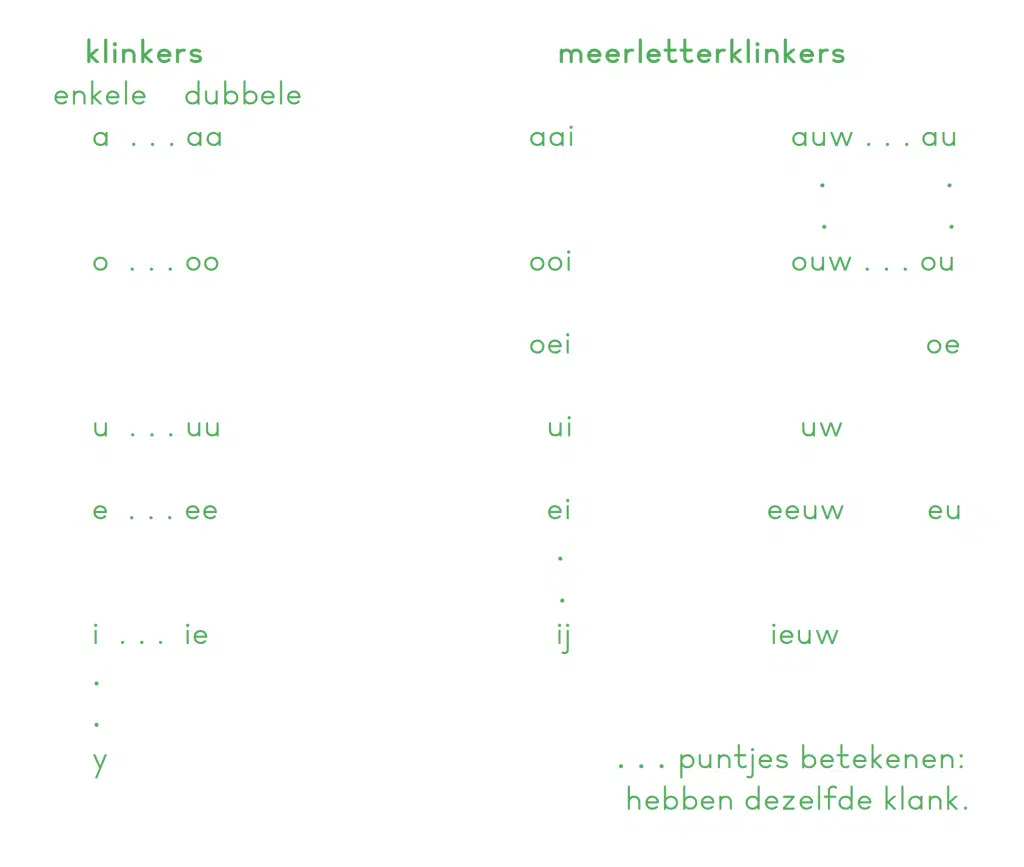
Het LLL Klinkeroverzicht

Meerletterklinker is een verzamelnaam voor iedere lettercombinatie die een 'lange klank' oplevert. De reguliere terminologie 'tweeklanken' en 'andere letters', of 'andere vaste combinaties' wordt in de LLL-methode gezien als onduidelijke metataal. Een meerletterklinker tonen en daarbij zeggen dat het hier gaat om "een letter" zou de werkelijkheid ontkennen, want de leerling ziet immers 2, 3, of 4 letters geschreven staan. Die letters achtereenvolgens bij hun alfabetnaam benoemen, voorkomt weglating of omdraaiing van letters bij het schrijven.
De klank au/ou heeft ook nog de schrijfwijze auw/ouw die precies hetzelfde klinkt: bijvoorbeeld kou, kauw / bout, bouwt. LLL maakt daarom de leerling op de 4 spelmogelijkheden alert, in plaats van op slechts 2.
Meerletterklinkers zijn 'lange klanken', want 'lange klank' is een term die slaat op letter(combinatie)s waarna je nooit een medeklinkerverdubbeling schrijft. Uitzondering op deze taalregel zijn woorden die de persoonsvorm van een zogenaamd 'zwak' of 'regelmatig' werkwoord in de onvoltooid verleden tijd zijn (bijvoorbeeld ik lootte, zij leidden), of een 'samenstelling' (bijvoorbeeld peettante).

### Wijze van inprenting van het klinkeroverzicht
In het LLL Klinkeroverzicht lees je een klinker hardop, met zijn klinkerklank. De klank van een enkele klinker, een klinker die in zijn eentje staat, is nooit een korte klank, maar zijn lange klank. De klinkerklank van de ypsilon/y-grec is dezelfde als die van de i of de ie. De klinker wordt hardop en alfabetisch gespeld, dus met de namen van de letters uit het ABC. 
Bijvoorbeeld:
"(Ik hoor) a. 	 (Ik schrijf een) enkele a / één a."
"(Ik hoor) aa. 	 (Ik schrijf ) dubbele a / twee a's."
"(Ik hoor) aai. 	 (Ik schrijf) dubbele a, i."
"(Ik hoor) eeuw. 	 (Ik schrijf) dubbele e, u, w (wee!)."
"(Ik hoor) i. 	 (Ik schrijf de) ypsilon."
Verklanken doe je bij Logisch Leren Lezen met de uitspraak volgens het Standaard Nederlands, omdat die uitspraak correspondeert met de Standaard schrijfwijze van het Nederlands. Als je bijvoorbeeld ei/ij als "aai", of als "eh" (als in pet) uitspreekt, creëer je verwarring over de schrijfwijze. 